# 시에라 (가수)
시에라(Ciara, 1985년 10월 25일 ~ )은 미국의 가수이자 댄서이다. 그녀는 2004년 히트앨범인 'The Goodnies'로 데뷔하고,이 앨범으로 전 세계에서 500만장을 기록한다.
두 번째 앨범인 'Ciara: The Evolution'에는 릴 존, 50 센트, 차밀리어네어, 페럴, 윌 아이 엠과 같은 힙합스타들이 참여하며 네개의 싱글을 모두 빌보드차트 10위권안에 진입시킨다. 이 앨범도 약 300만장이 전 세계에서 팔리고, 그래미 어워드 수상자가 된다.
2009년에는 세 번째 앨범 'Fantasy Ride'이 발매되었고, 크리스 브라운, 더-드림, 미시 앨리엇, 루다크리스 등이 참여했다. 래퍼 영 지지가 참여한 'Never Ever'과 가수 저스틴 팀버레이크가 참여한 'Love Sex Magic'이 싱글로 발매되었다. 이 곡들은 발매하자마자 빌보드 1위를 차지한다.

## 음반 목록
- Goodies (2004)
- Ciara: The Evolution (2006)
- Fantasy Ride (2009)
- Basic Instinct (2010)
- Ciara (2013)
- Jackie (2015)
- Beauty Marks (2019)

## 투어
- 2006: The Evolution Tour
- 2007: Screamfest '07 (with T.I.)
- 2009: Jay-Z & Ciara Live (with Jay-z)